# Jack Cock
John Gilbert Cock – detto Jack Cock – (Hayle, 14 novembre 1893 – Londra, 19 aprile 1966) è stato un allenatore di calcio e calciatore britannico, di ruolo attaccante.
Cock si è inoltre guadagnato una medaglia al valor militare nella prima guerra mondiale, e nella sua vita ha fatto anche l'attore.

## Carriera

### Giocatore
Cock mosse i suoi primi passi nel mondo del calcio in club amatoriali come West Kennington United, Forest Gate e Old Kingstonians. Nel 1914, fu tesserato nel Huddersfield Town, ma la sua ambizione di diventare un professionista a tutti gli effetti dovette aspettare la fine della prima guerra mondiale prima di potersi concretizzare. Durante il conflitto combatté per l'armata inglese, raggiungendo il ruolo di maggiore e conquistandosi una medaglia al valor militare.
Una volta tornato dalla guerra, ritrovò il proprio club in una situazione finanziaria disastrosa e in ottobre venne così ceduto al Chelsea per la cifra di 2.500£, molto alta per l'epoca. In quegli anni Cock si dedicò molto al proprio allenamento fisico, tanto che, secondo le cronache, lo si poteva incontrare spesso anche dopo una partita mentre correva per le strade di Londra. Durante la sua partita d'esordio coi Blues contro il Bradford, segnò una doppietta, e in quella stessa stagione arrivò alla cifra di 22 reti in 30 incontri. Grazie al suo rendimento, il Chelsea raggiunse il terzo posto in campionato e le semifinali di FA Cup.
Nella stagione 1919-1920 fece il suo debutto con l'Inghilterra in una partita contro l'Irlanda, segnando il gol più veloce della storia della propria nazionale dopo appena 30 secondi. Purtroppo, venne adoperato solamente in un altro incontro (segnando nuovamente una volta), quello contro la Scozia, per poi non esser più convocato con la maglia della nazionale.
Rimanendo comunque primo nella classifica dei migliori marcatori del suo club anche per le due annate seguenti, Cock non riuscì più a dare l'apporto sperato alla formazione londinese. Dopo un solo gol in 11 presenze nella stagione 1922-1923, durante il mese di febbraio venne venduto all'Everton: il suo bilancio con la maglia dei Blues fu di 53 gol in 110 partite. Dopo altre due stagioni tra le file dei Toffees, nel marzo 1925 passò al Plymouth Argyle: durante altri due anni di permanenza nel club, totalizzò 72 reti in 90 partite, compresi i 32 in 39 incontri durante la stagione 1926-1927, record per la società. Infine, Cock terminò la sua carriera calcistica nel Millwall, squadra in cui segnò 92 gol in 135 partite, aiutandola a vincere il titolo della Terza Divisione Sud nel 1928. Le sue 73 marcature nel solo campionato sono state un record per un giocatore di quella formazione fino al 1973. Tra tutte le squadre per le quali ha giocato, Cock ha raggiunto il traguardo di 234 reti in 391 incontri disputati in campionato.

### Allenatore
Nel 1944 divenne l'allenatore del Millwall, raggiungendo con essa la finale di Football League War Cup l'anno dopo, persa proprio contro il Chelsea. Sfortunatamente per lui, la squadra che aveva portato in finale venne decimata dalla guerra, e allora la formazione londinese retrocesse durante la stagione 1947-1948: dopo quel brutto risultato, Cock diede le sue dimissioni, non accettando mai più l'incarico di allenatore.
Morì a Kensington, a Londra il 19 aprile 1966.

## Spettacoli e film
- Grazie alla sua voce da tenore, fece molte apparizioni nel mondo dello spettacolo quando ancora giocava a calcio. Recitò, inoltre, in due film: nel 1920 in The Winning Goal di G.B. Samuelson e, nel 1930, in The Great Game di Jack Raymond.